# Бонвалин
Бонвалин (фр. Bonnesvalyn) насеље је и општина у североисточној Француској у региону Пикардија, у департману Ен (Пикардија) која припада префектури Шато Тјери.
По подацима из 2011. године у општини је живело 248 становника, а густина насељености је износила 39,12 становника/km². Општина се простире на површини од 6,34 km². Налази се на средњој надморској висини од 115 метара (максималној 210 m, а минималној 100 m).

## Демографија
| 1962. | 1968. | 1975. | 1982. | 1990. | 1999. | 2011. |
| ----- | ----- | ----- | ----- | ----- | ----- | ----- |
| 107   | 148   | 142   | 139   | 203   | 199   | 248   |

График промене броја становника у току последњих година